# Cerro de Montevideo
Der Cerro de Montevideo ist ein im Stadtgebiet von Montevideo in Uruguay gelegener Hügel.
Der höchste Punkt des neben der Bucht von Montevideo gegenüber dem Hafen im Barrio Villa del Cerro befindlichen Cerro de Montevideo liegt auf einer Höhe von 134 m. Während der Zeit der Kolonialisierung Südamerikas diente er als strategischer Punkt, um den Schutz des Hafens zu gewährleisten. So ließ dann Bruno Mauricio de Zabala im Jahre 1717 auch eine Festung auf dem Gipfel des Hügels errichten, die den Namen Fuerte de San Miguel trug. Diese Festung existiert heute noch als Fortaleza General Artigas. Die Umbenennung auf diesen Namen erfolgte 1882, im Volksmund ist sie heutzutage als La Fortaleza del Cerro bekannt. Die Festung beherbergt das Museo Militar General Artigas, zu dessen Ausstellungsgegenständen von echten Soldaten bewachte Uniformen und Waffen gehören. Zudem befindet sich auf dem Cerro ein 148 Meter hoher Leuchtturm.
Der aus dunklen, hornblendereichen kristallinen Schiefern aufgebaute Cerro de Montevideo, bei dem es sich entgegen der teils in der Populär-Literatur vertretenen Auffassung nicht um einen erloschenen Vulkan handelt und dessen Basaltfelsen einen Bewuchs mit diversen Kakteenarten aufweisen, ist auch im rechten oberen Viertel des Wappens von Uruguay abgebildet.

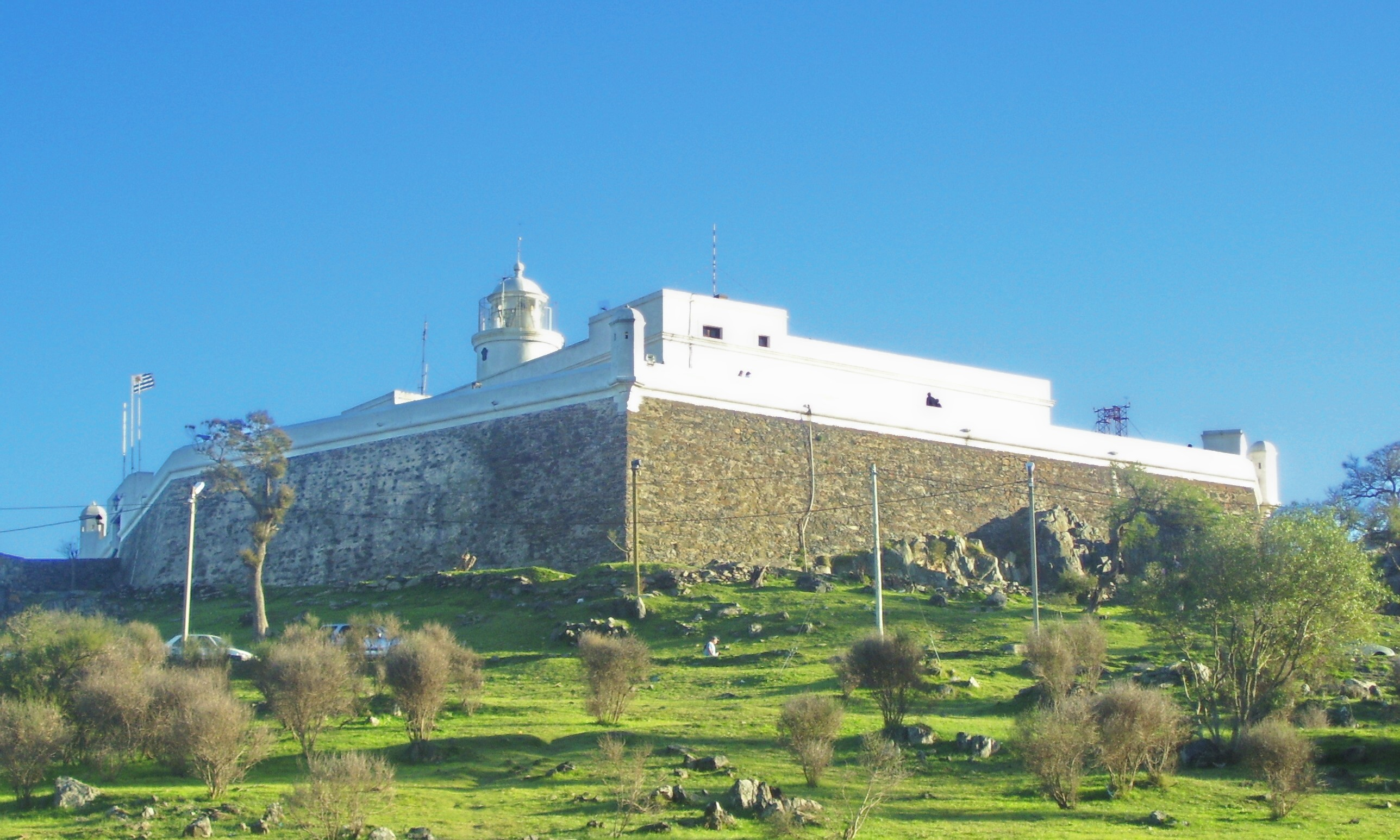
Fortaleza General Artigas auf dem Cerro
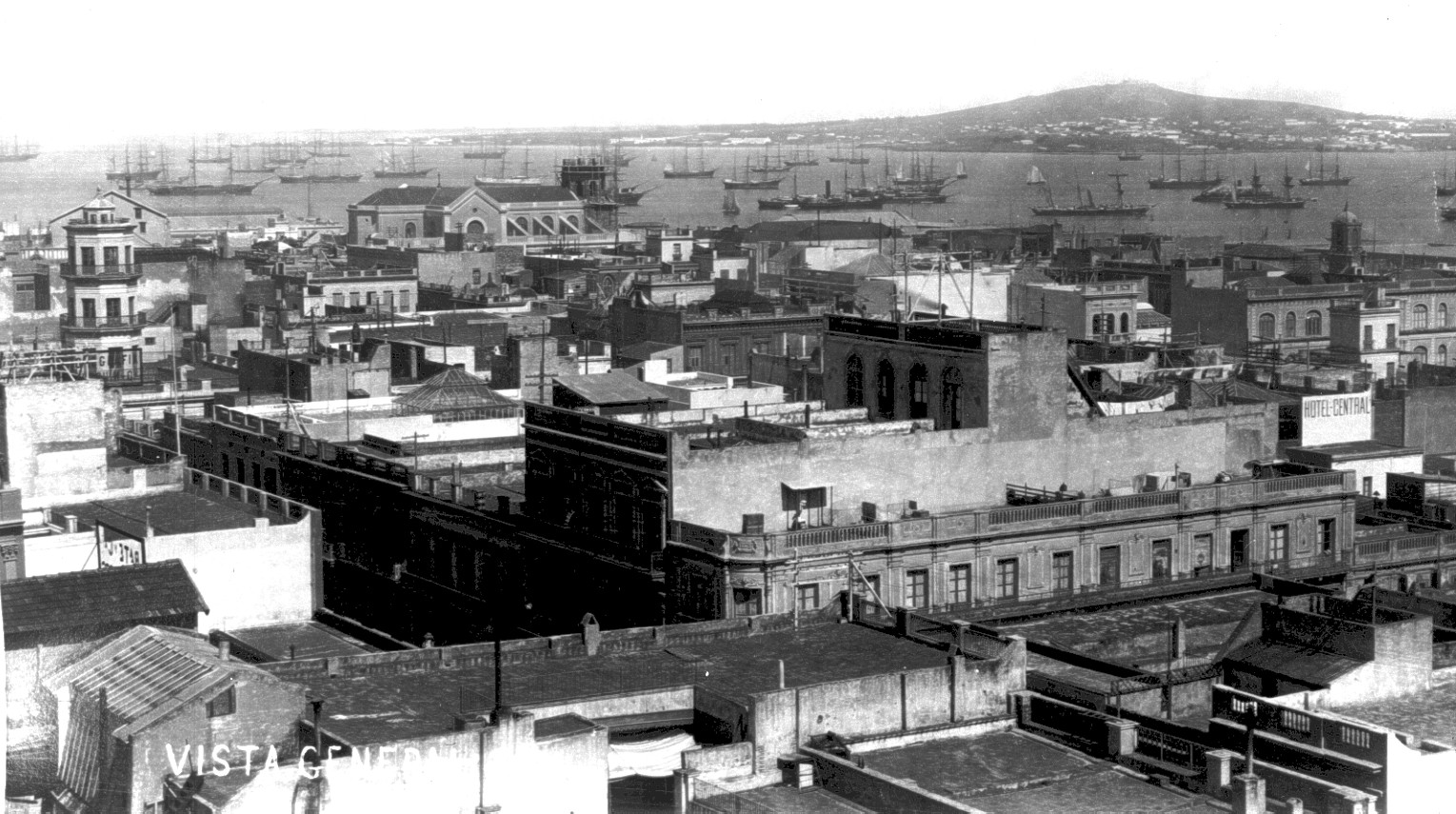
Cerro de Montevideo im Jahre 1865